# モンジョワ＝ル＝シャトー
モンジョワ＝ル＝シャトー （Montjoie-le-Château）は、フランス、ブルゴーニュ＝フランシュ＝コンテ地域圏、ドゥー県のコミューン。

## 由来
Monte Gyena（1239年）、Læti mons（1369年）、Montjoye-sur-Doub（1377年）、Montjoye（1398年）、Montjoie（1790年）、そして1922年1月24日よりMontjoie-le-Châteauとなった。

## 歴史
グレール領主によって、モンジョワの地には男爵領と領地が置かれていた。グレール＝モンジョワ領主ギヨーム2世の娘がディディエ・ド・モントルーと結婚したことによって、領地はテュイリエール男爵家にわたった。この結婚で生まれたのが、モントルー＝フェレットの領主ジャンヌで、彼女はギヨーム・ド・テュイリエールと結婚し、2人の子孫はテュイリエール＝モンジョワ家の分枝となった。

## 人口統計
| 1962年 | 1968年 | 1975年 | 1982年 | 1990年 | 1999年 | 2006年 | 2012年 |
| ------ | ------ | ------ | ------ | ------ | ------ | ------ | ------ |
| 31     | 29     | 23     | 17     | 21     | 22     | 24     | 33     |

source=1999年までLdh/EHESS/Cassini、2004年以降INSEE

## 伝説

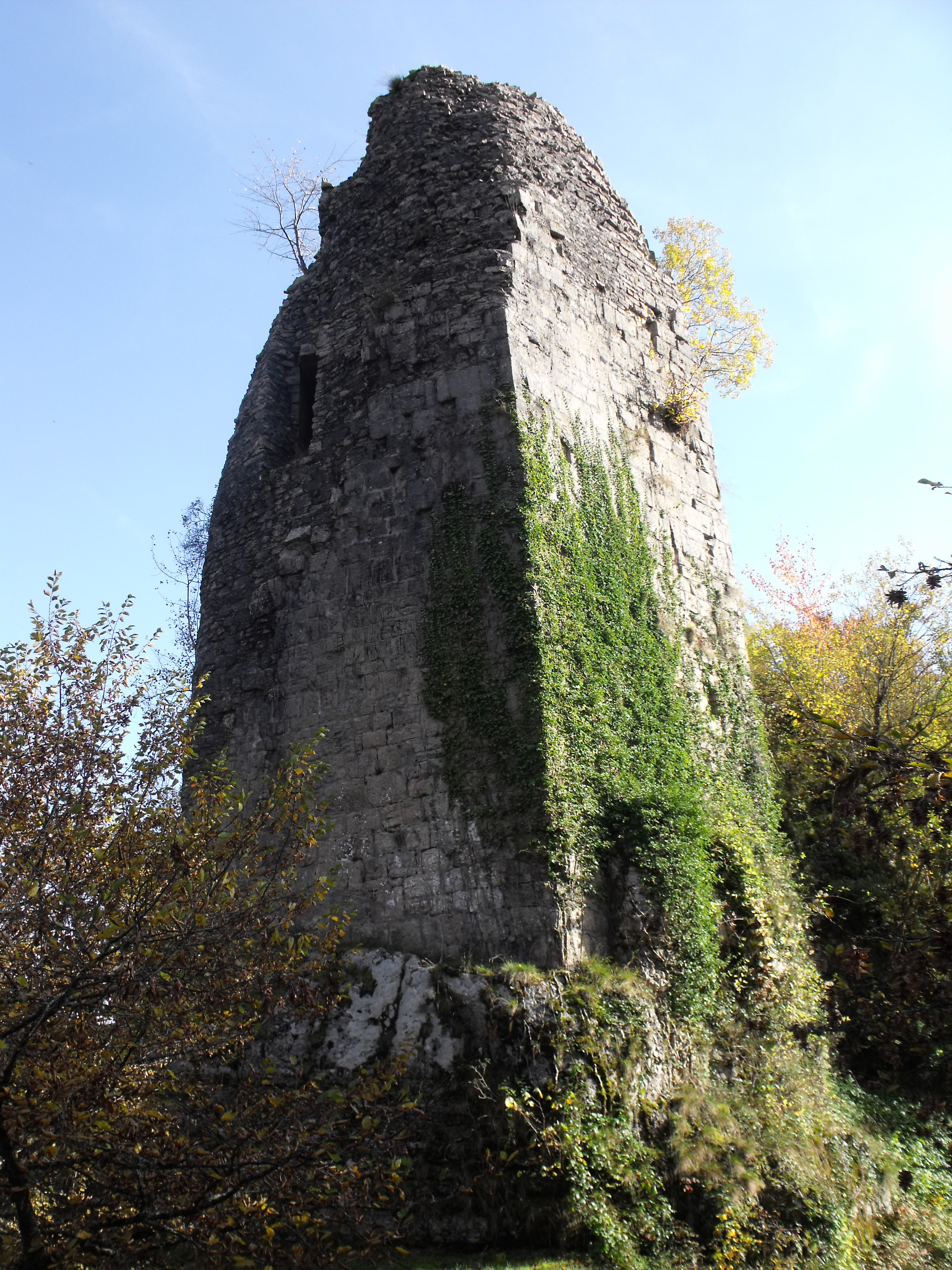
モンジョワ城のダンジョン跡

クローディーヌ・ド・モンジョワ（1571年-1612年）は、ジャン2世の娘であった。父は欲深く良心というものがない人物であり、彼女は両親からの助言に対して重要な施しをした。あるとき、クローディーヌが村に下りてくると、彼は娘のエプロンに何が入っているか確かめた。すると、中にあった食べ物はたちまちバラの花束に変わったので父親は驚いた。この出来事をきっかけに彼は改心した。彼はモンジョワの礼拝堂に埋葬され、現在まで守られている。